# Pēteris Zilgalvis
Pēteris Viktors Zilgalvis (* 10. dubna 1964, Inglewood) je americko-lotyšský právník, od roku 2021 soudce Tribunálu Evropské unie.
Byl pracovníkem řady mezinárodních organizací; ve své vědecké činnosti se věnoval zejména právu životního prostředí, bioetice a lidským právům a právním aspektům digitálních technologií. Soudcem Tribunálu EU byl jmenován na období od 10. září 2021 do 31. srpna 2025.